# 39-я истребительная авиационная дивизия
39-я истребительная авиационная дивизия — воинское соединение вооружённых сил СССР в Великой Отечественной войне.

## История
Дивизия формировалась с июля 1940 года в Ленинградском военном округе в Пушкине
В составе действующей армии с 22 июня 1941 года по 18 февраля 1942 года.
На 22 июня 1941 года управление дивизии базировалась в Пушкине; полки, входящие в состав дивизии базировались на близлежащих аэродромах Ленинградской области. Дивизия с первых дней войны действовала на рубеже реки Великая, отступая к Ленинграду, в июле-сентябре 1941 года действует южнее Ленинграда. За август 1941 года по отчётам дивизии ею было уничтожено до 100 самолётов противника.  В сентябре 1941 года перелетела на аэродромы в районе Тихвина и Волхова,
18 февраля 1942 года расформирована на Ленинградском фронте
Три лётчика именно этой дивизии стали первыми Героями Советского Союза в Великой Отечественной войне.

## Состав дивизии
На 22 июня 1941 года
Управление — Пушкин
154-й истребительный авиационный полк — Пушкин, Зайцево
155-й истребительный авиационный полк — Пушкин, Городец
156-й истребительный авиационный полк — Пушкин, Лезья
- 17-й истребительный авиационный полк (август — сентябрь 1941), переименован в 485-й иап
- 127-й истребительный авиационный полк (с сентября 1941 года)
- 154-й истребительный авиационный полк (с июня 1941)
- 155-й истребительный авиационный полк (с июня 1941)
- 156-й истребительный авиационный полк (июль — сентябрь 1941)
- 158-й истребительный авиационный полк (август 1941)
- 159-й истребительный авиационный полк (с сентября 1941)
- 196-й истребительный авиационный полк (июль — август 1941)
- 485-й истребительный авиационный полк (переименован из 17-го иап) (с 1 января 1942 года по 9 января 1942 года)

## Подчинение
| Дата            | Фронт (округ)       | Армия | Корпус | Примечания |
| --------------- | ------------------- | ----- | ------ | ---------- |
| 22.06.1941 года | Северный фронт      | -     | -      | -          |
| 01.07.1941 года | Северный фронт      | -     | -      | -          |
| 10.07.1941 года | Северный фронт      | -     | -      | -          |
| 01.08.1941 года | Северный фронт      | -     | -      | -          |
| 01.09.1941 года | Ленинградский фронт | -     | -      | -          |
| 01.10.1941 года | Ленинградский фронт | -     | -      | -          |
| 01.11.1941 года | Ленинградский фронт | -     | -      | -          |
| 01.12.1941 года | Ленинградский фронт | -     | -      | -          |
| 01.01.1942 года | Ленинградский фронт | -     | -      | -          |
| 01.02.1942 года | Ленинградский фронт | -     | -      | -          |

## Командиры
- полковник Евгений Яковлевич Холзаков
- полковник Борис Иванович Литвинов